# Цари Библа

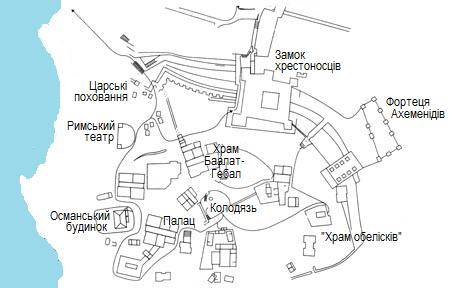
Археологический парк Библа

Финикия

Библ в составе Египетского царства (XV век до н. э.)

Царь Библа — правитель города и его владений в древности.

О Финикии известно не так много, как о других областях Древнего Ближнего Востока, так как сохранилось очень мало нарративных источников местного происхождения. Бо́льшая часть сведений о финикийских городах-государствах (в том числе, и о Библском царстве) находятся в источниках, созданных в соседних с ними землях. Из-за этого политическая история Финикии содержит значительные лакуны, заполняемые данными, сделанными только на основе анализа археологических находок.
Библ — один из древнейших городов-государств в Финикии, возникший, вероятно, в VI тысячелетии до н. э. В древности — важный пункт морской торговли в Средиземном море. Город неоднократно подвергался нападениям врагов: египтян, амореев, гиксосов, хеттов, ассирийцев, вавилонян, персов и македонян. Несколько раз Библ был разрушен, но затем его снова восстанавливали на прежнем месте.
Институт царской власти в Библе сформировался ещё в глубокой древности. Первые письменные свидетельства о местных царях относятся в XXI веку до н. э.: тогда в документах из архива в Пузриш-Дагане упоминается библский энси Ибдати.
Хотя сведения о родственных связях царей Библа носят отрывочный характер, предполагается, что чаще всего престол передавался по наследству. Однако из-за узурпаций династии библских царей правили не очень продолжительное время (иногда только несколько поколений). В полномочия царя Библа входили поддержание дипломатических отношений с другими правителями (в том числе, выплата дани иноземным завоевателям), командование войском, строительная деятельность. В управлении городом монарх опирался на совет старейшин и, вероятно, народное собрание.
К началу XVIII века до н. э. под властью правителей Библа находился уже не только сам город и его окрестности, но и некоторые соседние города. Тогда в Библе правила династия, основателем которой был царь Абишему I. Хотя её представители были данниками фараонов Египта, однако в египетских документах они упоминались с высокими титулами «градоначальник» и даже «номарх». Это, вероятно, должно свидетельствовать о том, что в то время цари Библа были наиболее могущественными из правителей Финикии. Влияние фараонов на Библ с различной интенсивностью продолжалось вплоть до X века до н. э., когда вследствие упадка Египта финикийским правителям удалось освободиться от опеки египетских монархов.
Однако уже в конце XII века до н. э. финикийские города попадают в сферу интересов властителей Ассирии. Первым ассирийским правителем, взявшим дань с Библа, был Тиглатпаласар I. С VIII века до н. э. в ассирийских анналах среди прочих данников правителей Ассирии начинают регулярно упоминаться библские цари. К тому времени властители Библа утратили бо́льшую часть своего влияния, уступив главенствующее положение в Финикии правителям Тира и Сидона.
В дальнейшем библские цари упоминаются среди данников всех последующих завоевателей Финикии: вавилонян, персов и македонян. Последним известным царём Библа был Эниэл, современник Александра Македонского.
Список царей Библа
| Имя                   | Даты правления                      | Основные события правления                                                                                    |
| --------------------- | ----------------------------------- | --- |
| Ибдати                | вторая половина XXI века до н. э.   | данник Амар-Суэна; упоминается с титулом энси                                                                 |
| Абишему I             | около 1800 до н. э.                 | основатель династии; современник Аменемхета III                                                               |
| Ипшемуаби I           | начало XVIII века до н. э.          | сын Абишему I; вероятно, данник Аменемхета IV                                                                 |
| Якинэль               | первая половина XVIII века до н. э. | современник Схотепибры                                                                                        |
| Интенэль (Янтин-Амму) | середина XVIII века до н. э.        | сын Якинэля; упоминается в письмах из архива в Мари; данник Неферхотепа I                                     |
| Илимияни              | вторая половина XVIII века до н. э. | сын Интенэля                                                                                                  |
| Абишему II            | конец XVIII века до н. э.           | |
| Ипшемуаби II          | начало XVII века до н. э.           | сын своего предшественника на престоле                                                                        |
| Эглия                 | первая половина XVII века до н. э.  | брат Ипшемуаби II; последний достоверно известный представитель династии, основанной Абишему I                |
| Риб-Адди              | середина XIV века до н. э.          | упоминается в Амарнских письмах; изгнан                                                                       |
| Илирабих              | вторая половина XIV века до н. э.   | возможно, брат Риб-Адди; занял престол после изгнания своего предшественника; упоминается в Амарнских письмах |
| Ахирам Итобаал        | середина XIII века до н. э.         | сын Ахирама                                                                                                   |
| NN и NN               | начало XI века до н. э.             | дед и отец царя Закарбаала                                                                                    |
| Закарбаал             | первая половина XI века до н. э.    | современник Рамзеса XI; персонаж древнеегипетской повести «Путешествия Уну-Амона»                             |
| Ахирам                | около 1000 года до н. э.            | известен только из надписи на своём саркофаге                                                                 |
| Итобаал               | начало X века до н. э.              | сын Ахирама                                                                                                   |
| Йехимилк              | первая половина X века до н. э.     | восстановил один из храмов Библа                                                                              |
| Абибаал               | середина X века до н. э.            | сын Йехемилка; возможно, данник Шешонка I                                                                     |
| Элибаал               | вторая половина X века до н. э.     | сын Йехемилка; данник Осоркона I                                                                              |
| Шипитбаал I           | начало IX века до н. э.             | сын Элибаала                                                                                                  |
| NN                    | 866-е годы до н. э.                 | данник Ашшурнацирапала II                                                                                     |
| NN                    | около 838 года до н. э.             | данник Салманасара III                                                                                        |
| Шипитбаал II          | вторая половина VIII века до н. э.  | данник Тиглатпаласара III                                                                                     |
| Урумилк I             | около 701 года до н. э.             | данник Синаххериба                                                                                            |
| Милкиасап             | около 670 года до н. э.             | данник Асархаддона и Ашшурбанапала                                                                            |
| Шипитбаал III         | около 500 года до н. э.             | |
| Урумилк II            | первая половина V века до н. э.     | возможно, сын Шипитбаала III                                                                                  |
| Йехарбаал             | первая половина V века до н. э.     | сын Урумилка II                                                                                               |
| Йехавмилк             | середина V века до н. э.            | сын Йехарбаала; восстановил храм богини Баалат-Гебал                                                          |
| Палтибаал (Элпал)     | первая половина IV века до н. э.    | |
| Азибаал               | первая половина IV века до н. э.    | сын Палтибаала                                                                                                |
| Адрамелех             | середина IV века до н. э.           | |
| Эниэл                 | вторая половина IV века до н. э.    | данник Дария III; подчинился Александру Македонскому; последний известный царь Библа                          |

## Комментарии
1. ↑  Точная преемственность правителей из основанной Абишему I династии не известна[11]. В статье приведён один из возможных вариантов[7].